# Předpjatý beton

Princip předpjatého betonu:
1) Nezatížený nosník
2) Zatížený nosník s průhybem
3) Napnutí předpínací výztuže
4) Zakotvení předpínací výztuže
5) Nadvýšení nosníku v důsledku předpětí
6) Vyrovnání průhybu po vnesení zatížení

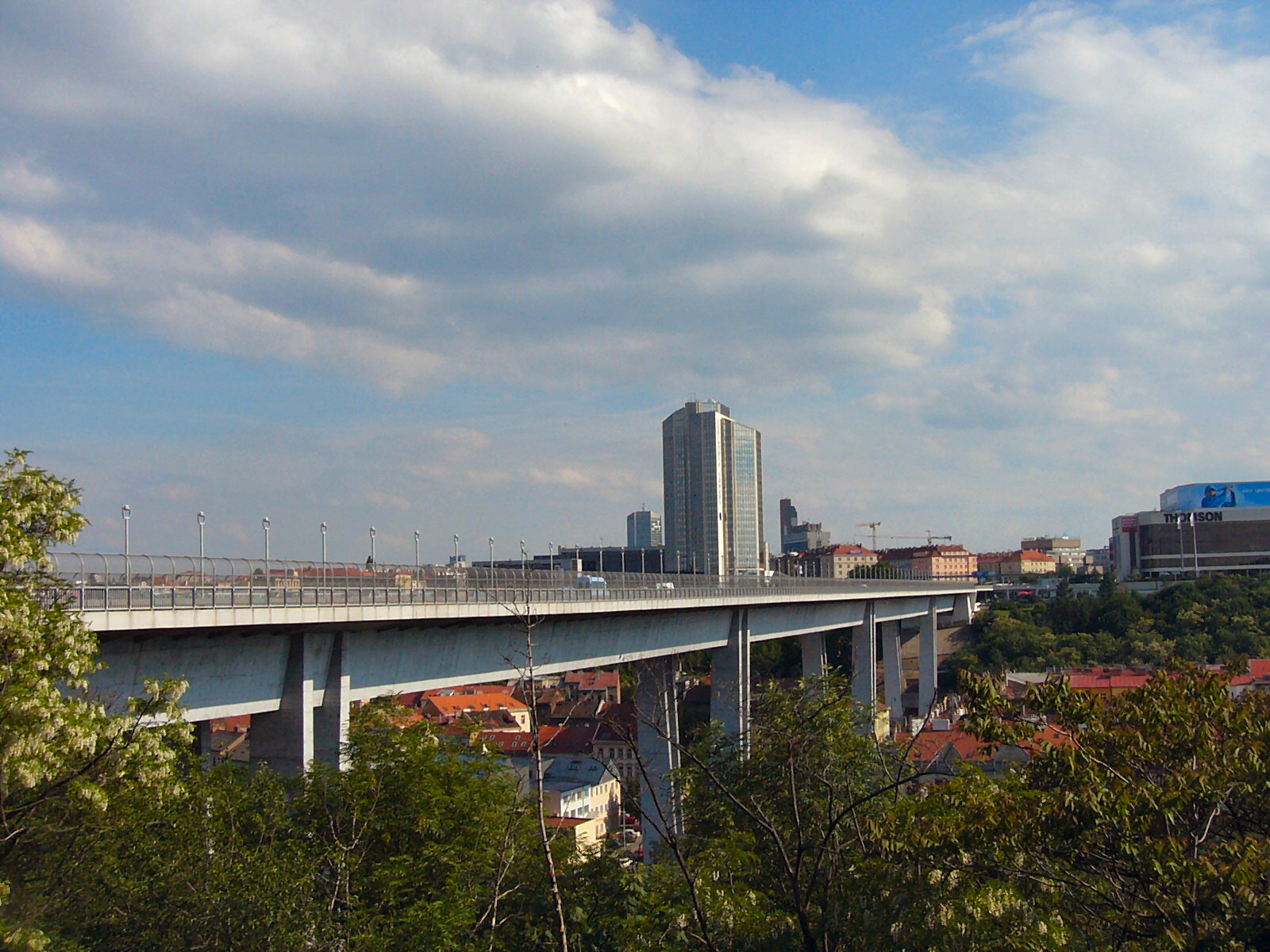
Nuselský most v Praze je příkladem konstrukce s předpjatým betonem

Předpjatý beton je stavební technologie, která řeší problém nízké pevnosti betonu v tahu.
Beton jako konstrukční materiál je relativně odolný na tlak, avšak jeho pevnost v tahu je neuspokojivá. U předepnuté konstrukce se napnutá ocelová výztuž (v podobě pevných ocelových lan) vloží obvykle do spodní poloviny průřezu konstrukčního dílu. Díky tomuto řešení v zatížené konstrukci nevzniká významný tah, ale jen menší a větší tlak. Díl může být předepnut buď předem nebo dodatečně po ztvrdnutí betonu.
Technologie předpjatého betonu vyžaduje jednak mnohem kvalitnější ocelovou výztuž (ocel do předpjatého betonu má mez pevnosti asi 1600 MPa, betonářská výztuž vydrží jen čtvrtinu) a i kvalitnější beton, například upravený vibrací, s přesnými poměry složek a normovanou kvalitou například kameniva.
Předpjatý beton se používá například ke stavbě mostů a podobných konstrukcí s velkým rozpětím. Výsledkem jsou relativně lehké konstrukce, které mají proti ocelovým stavbám mnohem menší nároky na údržbu. Při dodržení technologických postupů dosahuje životnost železobetonových konstrukcí mnoha desítek let.

## Základní principy návrhu

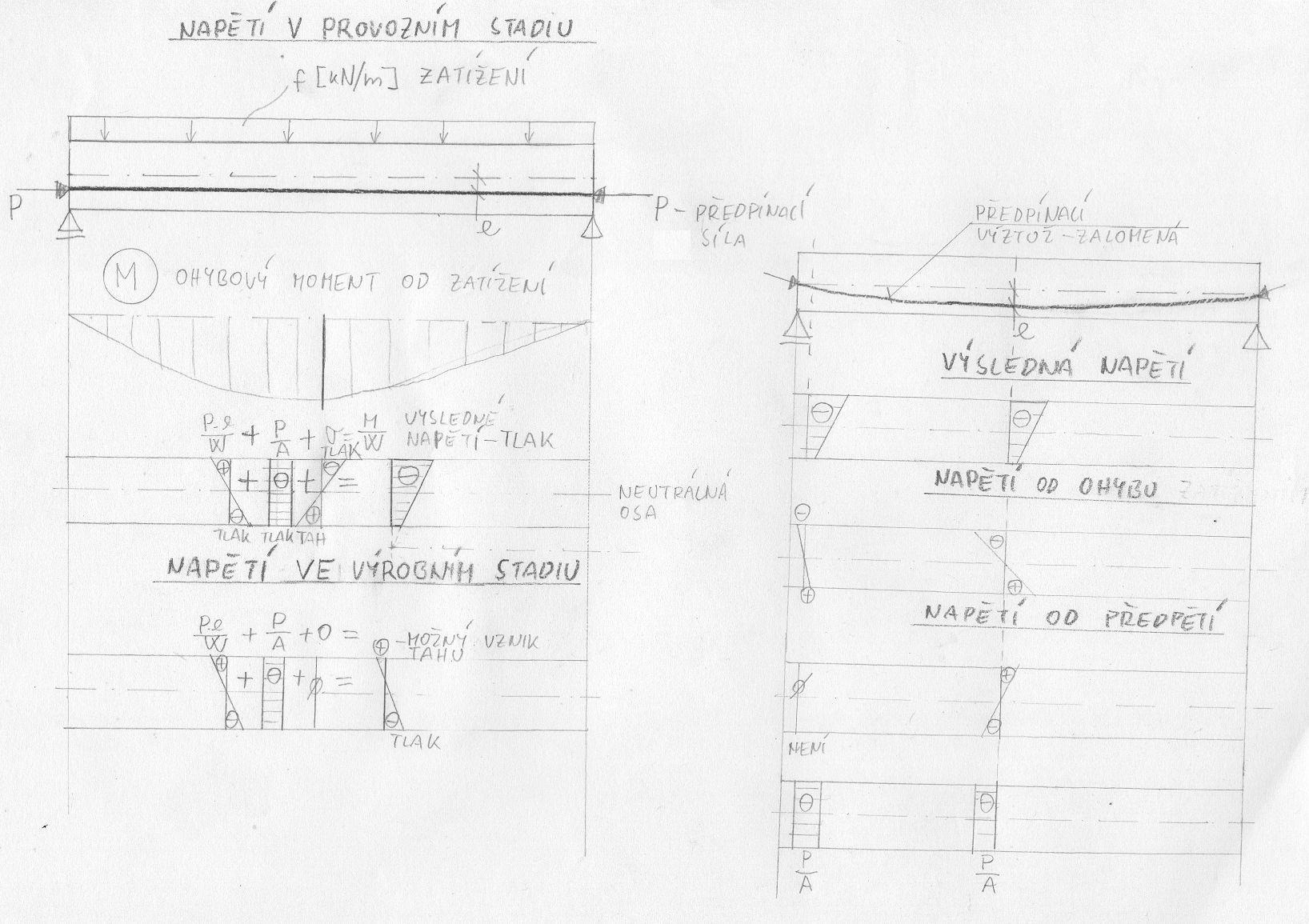
Napjatost v předpjatém betonovém prvku

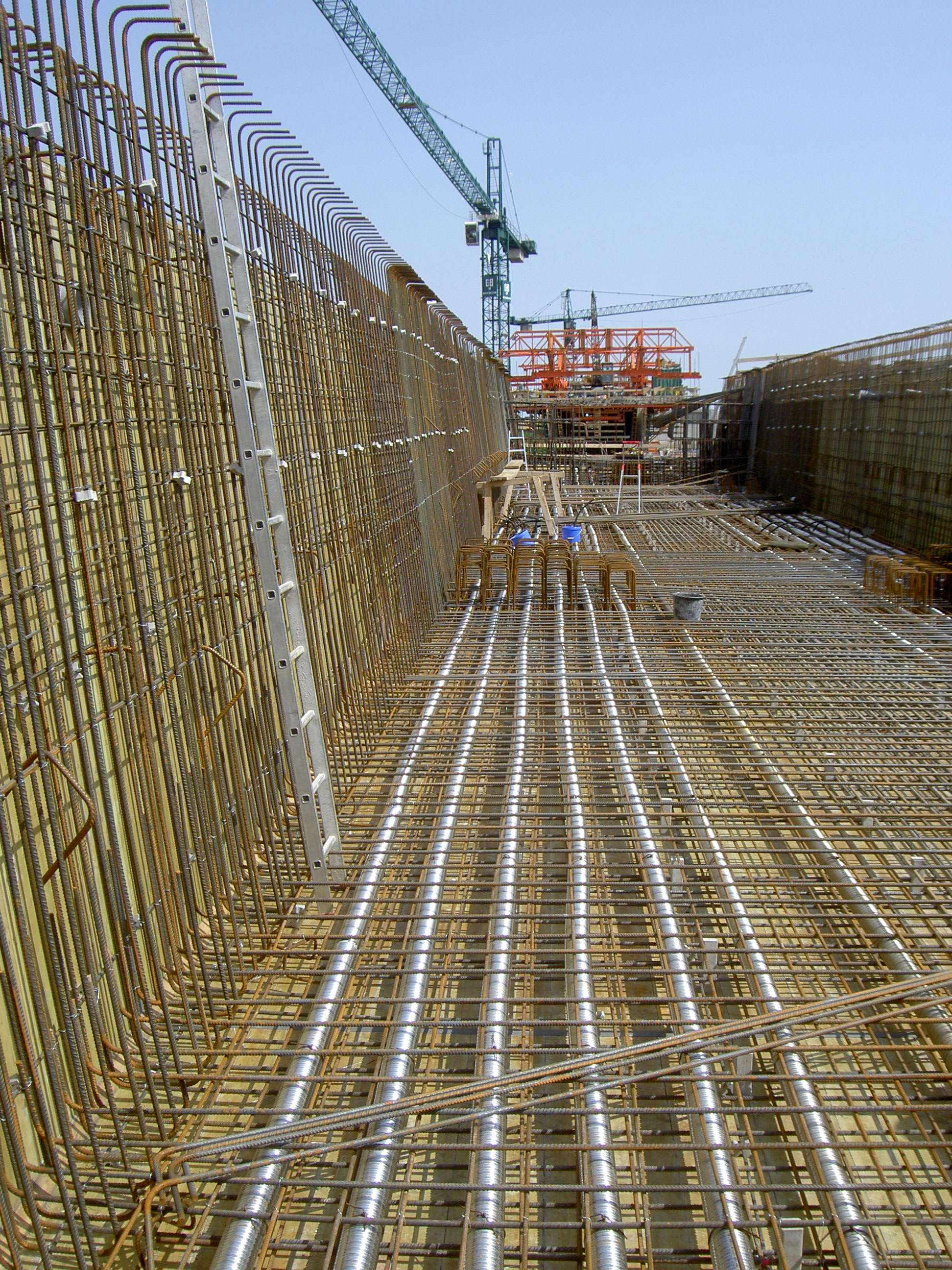
Pohled do bednění s betonářskou výztuží a ocelovými kanálky pro předpínací kabely

Principem návrhu je součet napětí v betonovém průřezu. Předpokládejme zatížený prostý nosník. V libovolném řezu betonovým prvkem působí normálová napětí od ohybu prvku jeho zatížením, jejichž hodnotu můžeme vyčíslit jako σ = M/W (M – ohybový moment (Nm), W – průřezový modul (m3) ). Kladné maximum (tah) tohoto napětí leží u spodních vláken průřezu, záporné maximum (tlak) leží u horních vláken. Zavedením předpínací síly pomocí předpínací výztuže vznikne v průřezu jednak normálové napětí od ohybu průřezu předpínací silou, jednak tlakové napětí. Při návrhu se snažíme minimalizovat nebo ještě lépe anulovat tahová napětí v betonu. Toho lze docílit vedením předpínací výztuže tak, aby nikde nevznikala tahová napětí. Velikost předpínací síly je ovlivněna tvarovými změnami betonu a výztuže v čase, které ji zmenšují, a mohou vést v extrémním případě až ke kolapsu konstrukce. Těmito změnami jsou zejména:
- Dotvarování betonu (změna tvaru betonu při zatížení v čase)
- Smrštění betonu (vlivem hydratace cementového kamene v čase)
- Relaxace výztuže (samovolné snižování napětí ve výztuži v čase)

### Výrobní stadium
Situace těsně po výrobě předpjatého prvku je komplikována absencí normálového napětí od zatížení. Vlivem excentricity předpínací výztuže (a tedy i předpínací síly) mohou vzniknout v krajních vláknech tahová napětí. Optimální návrh eliminuje nebo alespoň omezuje tato tahová napětí.

### Provozní stadium
V zabudovaném a tedy i zatíženém prvku součtem ohybového normálového napětí a ohybového a tlakového napětí od předpětí vzniká
- Tlak na straně tlačených vláken
- Nulové nebo malé tahové napětí na straně tažených vláken

Ovšem vlivem proměnné velikosti ohybového momentu po délce prvku je ohybové napětí od zatížení u krajů menší než uprostřed. Z tohoto plyne, že u krajů prvku může vzniknout v horních vláknech tah, což je nevhodné. Proto se předpínací výztuž zalamuje, tj. přibližuje se k neutrální ose průřezu (spojnice bodů s nulovým normálovým napětím). Zalamování výztuže se používá i při vyztužování předpjatých spojitých nosníků a jiných staticky neurčitých konstrukcí.

## Materiály pro předpjatý beton
V předpjatém betonu jsou velikosti napětí větší než v železobetonu, tudíž i materiály musí být kvalitnější. Beton se používá kvalitnější (třída pevnosti C30/37 a lepší). Aby se zmenšily jeho reologické změny (smrštění, dotvarování), používají se směsi s nízkým vodním součinitelem při použití ztekucovačů (superplastifikátorů). Jako výztuž se používá vysokohodnotná ocel s odstraněnou mezí kluzu (resp. mají tzv. smluvní mez kluzu). Jeden prut výztuže se nazývá drát, sedm či devět drátů dohromady tvoří lano, více lan pohromadě tvoří kabel.

## Předem předpjatý beton
Při této výrobní technologii se do bednění ukládá předpínací výztuž, která se napne a poté se prvek zabetonuje. Po dosažení předepsané pevnosti betonu se výztuž povolí, čímž se prvek předepne. V praxi se výztuž napíná elektroohřevem, jenž využívá délkové změny výztuže v závislosti na teplotě při průchodu elektrického proudu. Jako předem předpínané se vyrábí hlavně prefabrikáty, protože tato technologie se dobře provádí v továrně. Příkladem mohou být předpjaté stropní panely typu spiroll, které se vyrábějí ve formě dlouhé několik desítek metrů (tzv. dlouhá dráha) a po předepnutí se řežou na výrobní délku.

## Dodatečně předpjatý beton

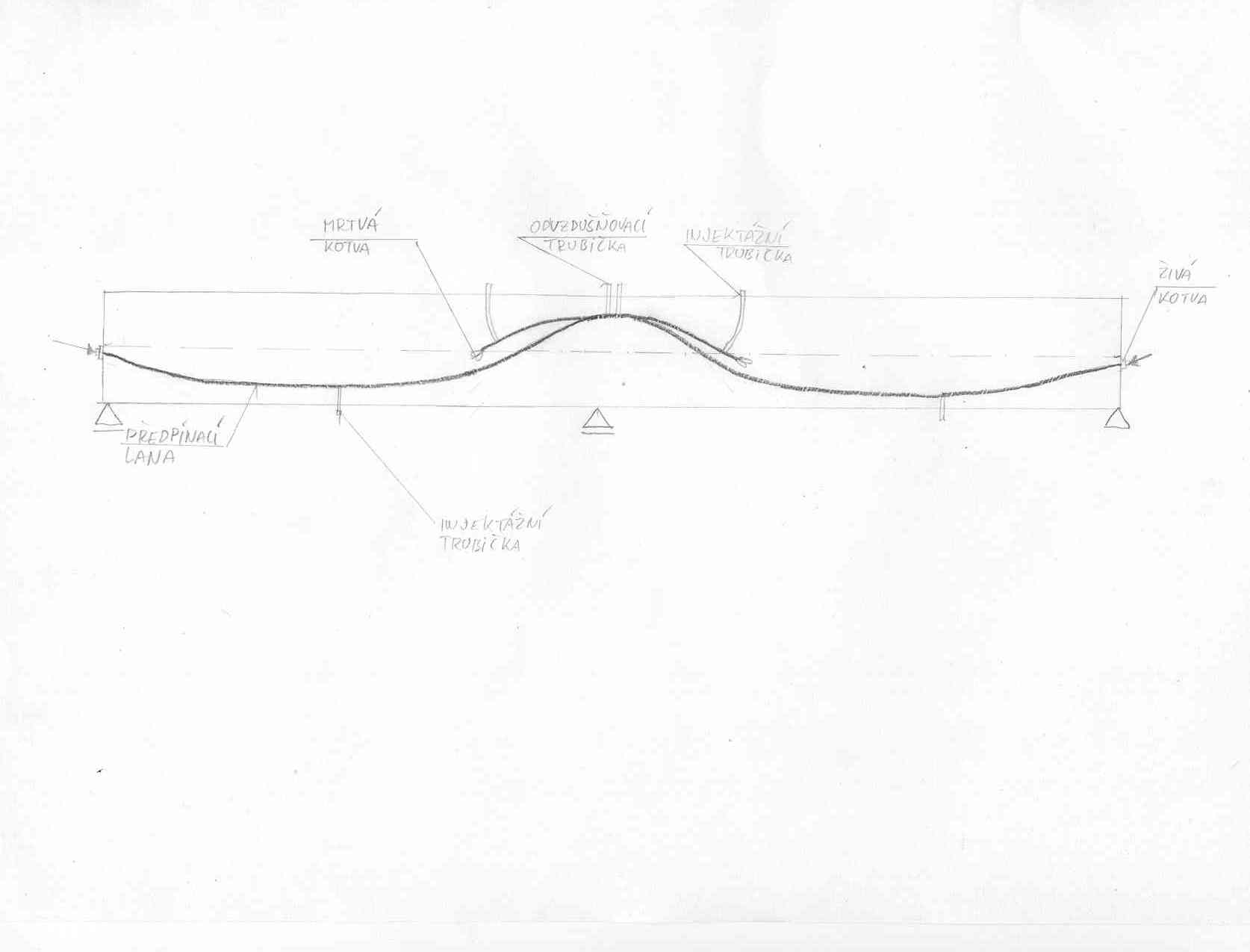
Vyztužení spojitého předpjatého nosníku

Tento výrobní postup spočívá ve vložení plastové či kovové trubičky (tzv. kanálku) do bednění prvku. Prvek se potom vybetonuje a po dosažení předepsané minimální pevnosti se do kanálku zastrčí předpínací lano. To se napne a na koncích kanálku se ukotví kotvami (to jsou tzv. živé kotvy). Po napnutí se kanálek s výztuží zainjektuje injekční směsí, čímž se při zatížení prvku přenese předpínací síla z výztuže přes zatvrdlou injektážní směs a stěnu kanálku do betonu (čili dojde ke spolupůsobení betonu a výztuže). Aby se dal kanálek injektovat, jsou z něj na povrch prvku vyvedeny injektážní a odvzdušňovací trubičky. Kotvení výztuže na konci kanálku se provádí výše zmíněnou živou kotvou, nebo se výztuž kotví v přímo v betonu prvku tzv. mrtvou kotvou (tento konec lana je jakoby rozpleten). Dodatečně předpjatý beton se provádí zejména v mostním stavitelství, v pozemních stavbách se používá pro unikátní nebo velmi zatížené konstrukce.